# Pandemia di COVID-19 a Gibilterra
La pandemia di COVID-19 a Gibilterra è iniziata il 4 marzo 2020 quando un viaggiatore del Nord Italia è stato costretto ad autoisolarsi. La prima morte a Gibilterra è avvenuta l'11 novembre 2020.

## Antefatti
Il 12 gennaio 2020, l'Organizzazione mondiale della sanità (OMS) ha confermato che un nuovo coronavirus era la causa di una nuova infezione polmonare che aveva colpito diversi abitanti della città di Wuhan, nella provincia cinese dell'Hubei, il cui caso era stato portato all'attenzione dell'OMS il 31 dicembre 2019.
Sebbene nel tempo il tasso di mortalità della COVID-19 si sia rivelato decisamente più basso di quello dell'epidemia di SARS che aveva imperversato nel 2003, la trasmissione del virus SARS-CoV-2, alla base della COVID-19, è risultata essere molto più ampia di quella del precedente virus del 2003, e ha portato a un numero totale di morti molto più elevato.

## Corso degli eventi
Il 4 marzo 2020, un italiano del nord che è entrato a Gibilterra attraverso l'aeroporto di Malaga in Spagna è andato in isolamento ed è stato rilasciato il 7 marzo perché il test era negativo. Il 7 marzo 2020, 63 persone erano in isolamento.
Gibilterra si è preparata con il suo ospedale da campo Florence Nightingale per il trattamento della COVID-19 con 192 posti letto messi a disposizione. L'ospedale ha una capacità totale di 300 letti e il governo di Gibilterra spera di non doverlo mai usare. Il 3 aprile si è saputo che un uomo di 51 anni che era stato in isolamento da tre settimane era presumibilmente morto di COVID-19. Tuttavia, non c'era alcuna prova definitiva di ciò, poiché era stato ammalato più volte.
Il 5 maggio 2023, l'Organizzazione mondiale della sanità dichiara ufficialmente la fine della pandemia.